# Nicola Barbato
Nicola (Nicolò) Barbato (ur. 5 października 1856 w Piana degli Albanesi, zm. 23 maja 1923 w Mediolanie) – włoski chirurg oraz polityk socjalistyczny, poseł do Izby Deputowanych. Z narodowości był Arboreszem.

## Życiorys
Był synem Giuseppe i Antoniny. Z powodu śmierci ojca został zmuszony przerwać studia medyczne, jednak później je dokończył, następnie pracował w szpitalu w Palermo.
W 1878 roku zaangażował się w działalność ruchu socjalistycznego, zostając członkiem Włoskiej Partii Socjalistycznej, był także jednym z najważniejszych działaczy ruchu Fasci Siciliani dei Lavoratori, którego działalność była monitorowana podczas trwania Pierwszego rządu Giovanniego Giolittiego (1892–1893). 12 maja 1893 roku został aresztowany z powodu podżegania do nienawiści klasowej, a 16 listopada tegoż roku skazano go na karę pozbawienia wolności z możliwością zwolnienia warunkowego po 6 miesiącach odbywania kary. Z powodu uwięzienia nie mógł uczestniczyć w kongresach partyjnych; mimo to został wybrany na członka komitetu centralnego sycylijskich struktur Włoskiej Partii Socjalistycznej.
Po dymisji rządu Giolittiego, 15 grudnia 1893 roku premierem Włoch został Francesco Crispi, formując swój trzeci rząd; już wkrótce ogłoszono stan wyjątkowy na Sycylii, za brutalne tłumienie ruchu Fasci Siciliani odpowiedzialne były siły dowodzone przez generała Roberto Morrę di Lavriano. Barbato sprzeciwiał się koncepcji przeprowadzenia powstania. Został aresztowany i skazany przez sąd w Palermo na karę 12 lat pozbawienia wolności.
W wyniku wyborów parlamentarnych z 1895 roku uzyskał mandat do Izby Deputowanych, wskutek czego został objęty amnestią; mandat poselski sprawował do wygaśnięcia kadencji w 1897 roku. W 1898 roku wziął udział w wojnie grecko-tureckiej, rok później po powrocie do Włoch został skazany na rok pozbawienia wolności za prowadzenie działalności wywrotowej. W 1900 roku został wybrany na członka krajowego zarządu Włoskiej Partii Socjalistycznej, wrócił także do parlamentu w ramach wyborów, jednak już w następnym roku zrezygnował z mandatu.
W 1903 roku popadł w konflikt z partyjnym kierownictwem, w konsekwencji zrezygnował z członkostwa w partii. Rok później wyemigrował do Stanów Zjednoczonych, gdzie mieszkał w Nowym Jorku, następnie w Filadelfii; na emigracji nawiązał kontakt z anarchistami i socjalistami, którzy także wyemigrowali z Włoch. Po powrocie do kraju ponownie zaangażował się w życie polityczne; wrócił do Włoskiej Partii Socjalistycznej, z ramienia której w wyborach z 1913 bezskutecznie próbował wrócić do Izby Deputowanych. Udało się to jednak w wyborach z 1919, w wyniku których zasiadał w parlamencie do wygaśnięcia kadencji w 1921 roku.
Zmarł 23 maja 1923 roku w Mediolanie.